# 阿蒙大祭司

阿蒙神

阿蒙大祭司或阿蒙第一先知（ ḥm nṯr tpj n jmn ），是古埃及神灵阿蒙的祭司体系中级别最高的祭司。 首位阿蒙大祭司出现在埃及新王国时期第十八王朝初期。

## 历史
在第十八王朝早期，通过哈特谢普苏特和图特摩斯三世等统治者向阿蒙神巨额献祭，阿蒙祭司的权力逐渐增强。 底比斯的阿蒙祭司团设有四名高级祭司： 
- 卡纳克阿蒙首席先知（ ḥm nṯr tpj n jmn ），也被称为阿蒙首席祭司。
- 卡纳克阿蒙第二先知（ ḥm nṯr snnw n jmn ），也被称为阿蒙第二祭司。
- 卡纳克阿蒙第三先知（ ḥm nṯr ḫmtnw n jmn khemet-nu ），也被称为阿蒙第三祭司。
- 卡纳克阿蒙第四先知（ ḥm nṯr jfdw n jmn ），也被称为阿蒙第四祭司。

在阿马尔那时期，阿蒙祭司的权力曾短暂受挫。据记载，阿肯那顿在位的第四年有一位名为玛雅 (Maya) 的大祭司。埃赫那吞在位期间曾下令抹去纪念碑上的阿蒙神名号及其他多位神祇之名。他死后，阿蒙神在埃及众神崇拜中重获至高地位。年轻的法老图坦卡顿将自己的名字改为图坦卡蒙，以示阿蒙神地位的恢复。 
底比斯的阿蒙大祭司是由国王任命的，有时也由身兼政府要职的权贵担任。拉美西斯二世时期的许多大祭司也担任过维齐尔。 
新王国末期，第二十王朝的阿蒙祭司团长期由拉美西斯纳赫特掌控。他的儿子阿蒙霍特普继位后与库施总督皮涅赫西发生了冲突，后者率领军队北上，围攻底比斯。此后，名叫赫里霍尔和皮安赫的将领担任大祭司。

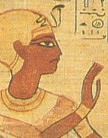
赫里霍尔

公元前 1080 年，即拉美西斯十一世在位第 19 年，当赫里霍尔被任命为首位掌权的阿蒙大祭司时，阿蒙祭司集团已经有效地控制了埃及的经济。阿蒙祭司拥有埃及三分之二的神庙土地、90% 的船只以及大量资源。 此时，阿蒙祭司的权力与法老不相上下，甚至更强。阿蒙大祭司有着极大的权力与影响力，从公元前 1080 年至约公元前 943 年，他们实际上是上埃及的统治者。此后他们的影响力逐渐减弱。然而，他们并不被视为拥有法老特权的统治王朝，并且在这一时期之后，阿蒙祭司的影响力逐渐减弱。大祭司皮涅杰姆一世的一个儿子最终成为法老普苏塞尼斯一世，统治埃及近半个世纪；而底比斯大祭司普苏塞尼斯三世则作为埃及第二十一王朝的最后一位统治者，法老普苏塞尼斯二世登基。

## 大祭司列表

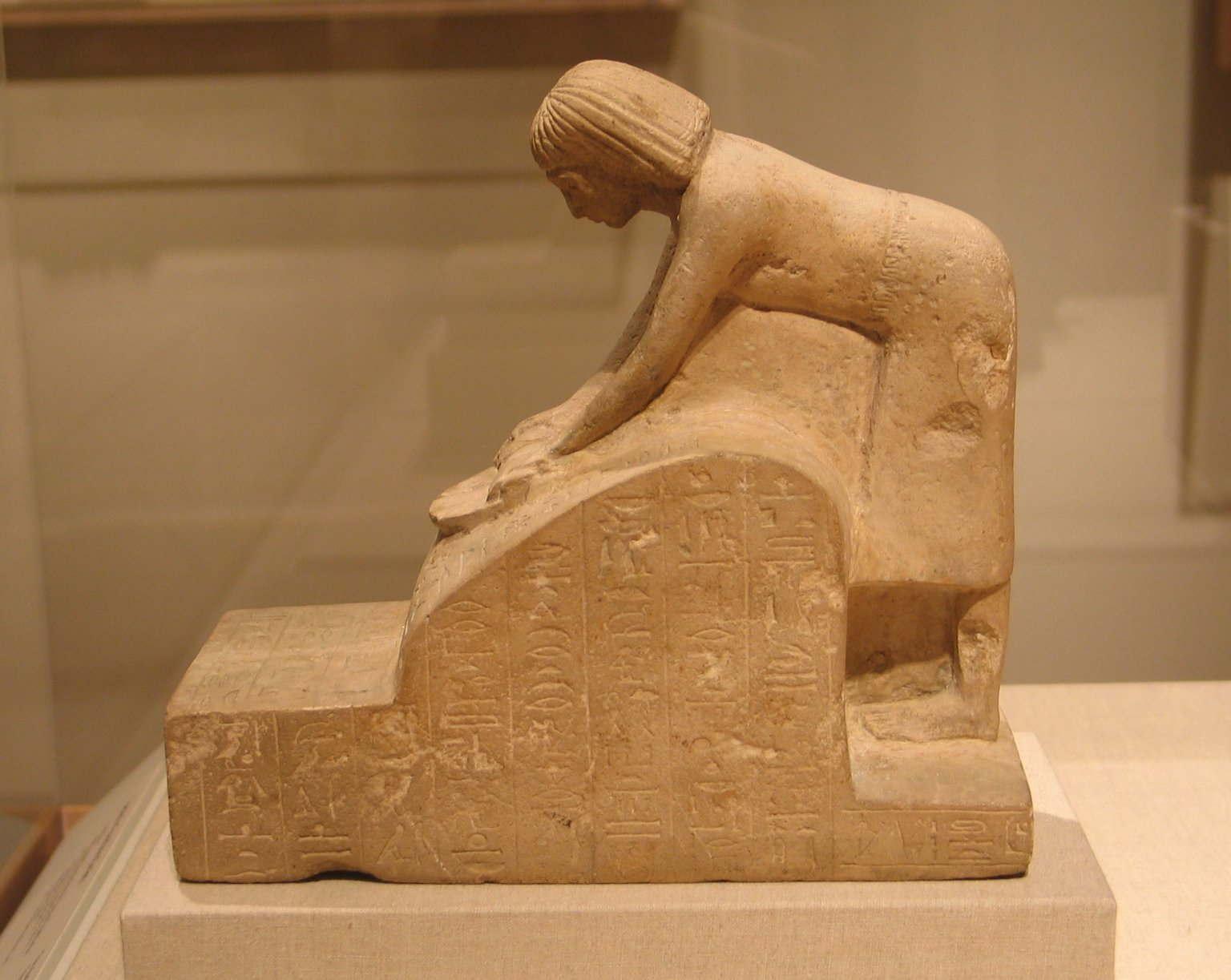
塞内努，代尔埃尔巴赫里的阿蒙大祭司，正在研磨谷物，c.公元前 1352-1292 年（至第十八王朝末期），石灰石材质，现藏于布鲁克林博物馆。

### 新王国时期（第十八、十九和二十王朝）
| 大祭司             | 法老                         | 王朝                 |
| ------------------ | ---------------------------- | -------------------- |
| 杰胡提             | 雅赫摩斯一世                 | 第十八王朝           |
| 明蒙图             | 雅赫摩斯一世                 | 第十八王朝           |
| 哈布森尼布         | 哈特谢普苏特                 | 第十八王朝第十八王朝 |
| 门赫佩拉塞内布一世 | 图特摩斯三世                 | 第十八王朝第十八王朝 |
| 门赫佩拉塞内布二世 | 图特摩斯三世                 | 第十八王朝第十八王朝 |
| 阿蒙涅姆赫特       | 阿蒙霍特普二世               | 第十八王朝           |
| 梅里               | 阿蒙霍特普二世               | 第十八王朝           |
| 普塔摩斯           | 阿蒙霍特普三世               | 第十八王朝第十八王朝 |
| 梅里普塔           | 阿蒙霍特普三世               | 第十八王朝第十八王朝 |
| 玛雅               | 阿肯那顿                     | 第十八王朝第十八王朝 |
| 帕伦尼弗-文尼弗    | 图坦卡蒙                     | 第十八王朝第十八王朝 |
| 帕伦尼弗-文尼弗    | 霍朗赫布                     | 第十八王朝第十八王朝 |
| 内布涅特鲁·滕里    | 塞提一世                     | 第十九王朝           |
| 内布维内夫         | 拉美西斯二世                 | 第十九王朝第十九王朝 |
| 霍里               | 拉美西斯二世                 | 第十九王朝第十九王朝 |
| 帕塞尔             | 拉美西斯二世                 | 第十九王朝第十九王朝 |
| 巴肯孔苏           | 拉美西斯二世                 | 第十九王朝第十九王朝 |
| 罗马-鲁伊          | 拉美西斯二世                 | 第十九王朝第十九王朝 |
| 罗马-鲁伊          | 麦伦普塔                     | 第十九王朝第十九王朝 |
| 罗马-鲁伊          | 塞提二世                     | 第十九王朝第十九王朝 |
| 巴肯孔苏二世       | 塞特纳赫特                   | 第二十王朝           |
| 巴肯孔苏二世       | 拉美西斯三世                 | 第二十王朝           |
| 拉美西斯纳克特     | 拉美西斯四世至拉美西斯九世   | 第二十王朝第二十王朝 |
| 阿蒙霍特普         | 拉美西斯九世至拉美西斯十一世 | 第二十王朝第二十王朝 |

### 第三中间期

#### 第二十一王朝
尽管没有被正式承认为法老，但底比斯的阿蒙大祭司是第二十一王朝时期上埃及事实上的统治者，他们的名字写在王名框中，并被埋葬在皇家陵墓中。
| 名字                                 | 肖像 | 注释 | 在位时间            |
| ------------------------------------ | ---- | --- | ------------------- |
| 赫里霍尔                             |      | 首位自称法老的阿蒙大祭司，以底比斯为中心统治上埃及，与下埃及培尔-拉美西斯的拉美西斯十一世分治。部分史料认为其统治可能在皮安赫之后。 | 公元前1080–前1074年 |
| 皮安赫                               |      | 部分史料认为其统治可能在赫里霍尔之前。                                                                                              | 公元前1074–前1070年 |
| 皮努杰姆一世                         |      | 皮安赫之子，普苏森尼斯一世之父。 | 公元前1070–前1032年 |
| 玛萨哈尔塔                           |      | 皮努杰姆一世之子。 | 公元前1054–前1045年 |
| 杰德宏苏埃凡克                       | —    | 皮努杰姆一世之子。 | 公元前1046–前1045年 |
| 门赫佩拉                             |      | 皮努杰姆一世之子。 | 公元前1045–前992年  |
| 内斯巴内布杰德二世（斯门德斯二世）   |      | 门赫佩拉之子。 | 公元前992–前990年   |
| 皮努杰姆二世                         |      | 门赫佩拉之子，普苏森尼斯二世之父。                                                                                                  | 公元前990–前976年   |
| 帕塞巴克汉尼特三世（普苏塞尼斯三世） | —    | 可能与法老普苏塞尼斯二世为同一人。学界普遍认为他或者皮努杰姆二世是最后一位以法老姿态自居的阿蒙大祭司。                              | 公元前976–前943年   |

#### 第二十二王朝
- 尤普特（Iuput），舍顺克一世之子，在其父与他的兄弟奥索尔孔一世统治期间长期担任阿蒙大祭司。公元前944–前924年
- 舍顺克C（Shoshenq C，可能与舍顺克二世为同一人），奥索尔孔一世与玛阿特卡瑞B（Maatkare B）之子，其父统治期间长期任卡纳克阿蒙大祭司。

- 尤洛特（Iuwlot），奥索尔孔一世之子，可能在奥索尔孔一世统治末期接任阿蒙大祭司，任职至塔克洛特一世（Takelot I）早期。

- 内斯巴内布杰德特三世（斯门德斯三世，Nesibanebdjedet III/Smendes III），奥索尔孔一世之子，其兄塔克洛特一世统治中期任阿蒙大祭司。
- 哈尔西塞B（Harsiese B），舍顺克二世之子，奥索尔孔二世时期晋升为阿蒙大祭司。公元前874–前860年
- 尼姆洛特C（Nimlot C），奥索尔孔二世之子，于其父在位16年后接任阿蒙大祭司，其前任名号「[...du/aw...]」被抹去。公元前855–前845年
- 塔克洛特F（即塔克洛特二世，Takelot F/II），尼姆洛特三世之子，继任父职为阿蒙大祭司，后可能以塔克洛特二世之名成为底比斯国王。公元前845–前840年
- 奥索尔孔B（即奥索尔孔三世，Osorkon B/III），塔克洛特二世长子，其父称王后接任阿蒙大祭司，后以奥索尔孔三世之名登基。公元前840–前785年
- 奥索尔孔F（Osorkon F），可能为鲁达蒙（Rudamun）之子、奥索尔孔三世之孙？
- 哈尔西塞（Harsiese）「[...du/aw...]」（或佩杜巴斯特？）之子。公元前835–前800年

#### 第二十五和二十六王朝
- 哈瑞玛赫特（Haremakhet），沙巴卡（Shabaka）之子。约公元前704年？–前660年
- 哈尔赫比（Harkhebi），哈瑞玛赫特之子、沙巴卡之孙，至少任职至普萨美提克一世（Psamtik I）在位第14年。公元前660–前644年
- 两位无记载的大祭司或职位空缺？公元前644–前595年
- 安赫内斯奈菲尔伊布瑞（Ankhnesneferibre），「阿蒙神之妻」兼阿蒙大祭司。公元前595–约前560年
- 尼托克丽丝二世（Nitocris II），法老雅赫摩斯（Ahmose II）之女。约公元前560–前525年

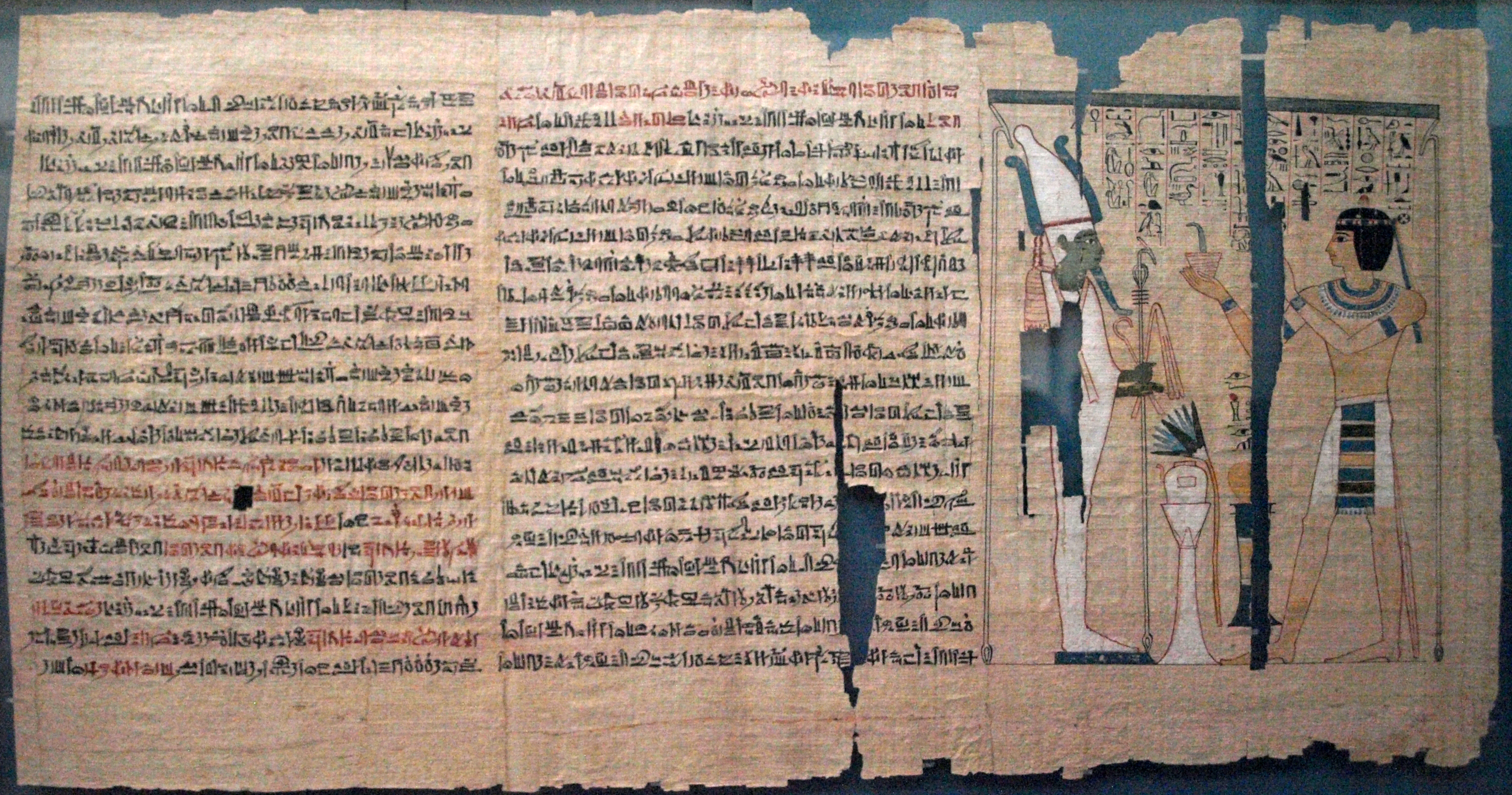
皮努杰姆二世（Pinudjem II）任大祭司

## 塔尼斯的阿蒙大祭司
在北都塔尼斯，第二十一王朝的法老仿照卡纳克神庙，修建了阿蒙-拉神庙以及供奉底比斯三神中其他神祗的神殿。 :922目前所知，很少有人拥有过“塔尼斯阿蒙大祭司”这一极其尊贵的头衔： :396
- 法老普苏森尼斯一世（Psusennes I），可能任命温杰鲍文杰德（Wendjebauendjed）为代理祭司
- 法老阿蒙涅姆普（Amenemope）
- 王子霍纳克特（Hornakht），奥索尔孔二世之子
- 王子帕德贝亨巴斯特（Padebehenbast），舍顺克三世之子
- 王子舍顺克（Shoshenq），帕米（Pami）之子，可能为后来的法老舍顺克五世

- 古埃及的神职人员（英语：Clergy of ancient Egypt）
- 阿蒙神崇拜（英语：Divine Adoratrice of Amun）
- 孔苏姆海布与幽灵（英语：Khonsuemheb and the Ghost）——拉美西斯时期的故事，其主角孔苏姆海布是一位虚构的阿蒙大祭司